# Canning (Nuevo Brunswick)
Canning es una parroquia canadiense situada en la provincia de Nuevo Brunswick.

## Superficie
Canning tiene una superficie de 173,25 km².

## Demografía
En 2021, tenía 1028 habitantes, una densidad poblacional de 5,9 hab./km², y 850 viviendas.